# Boz Burrell
Boz Burrell (1. srpna 1946 Holbeach, Anglie – 21. září 2006 Marbella, Španělsko), vlastním jménem Raymond Burrell, byl baskytarista, kytarista a zpěvák známý svým působením v rockových skupinách King Crimson a Bad Company.
V polovině 60. let 20. století, kdy byl zpěvákem ve skupině The Boz People, měl nahradit Rogera Daltreyho v The Who, když se zbytek skupiny rozhodl Daltreyho vyhodit, k čemuž však nikdy nedošlo.
Koncem 60. let vydal pod pseudonymem Boz několik sólových singlů. V té době byl kontaktován Ritchiem Blackmorem, který zrovna dával dohromady skupinu Deep Purple. Společně se dvěma členy nových Deep Purple (klávesista Jon Lord a bubeník Ian Paice) hrál na dvou skladbách: „I Shall Be Released“ a „Down in the Flood“.
V letech 1971–1972 byl členem skupiny King Crimson jako zpěvák a protože skupina nutně potřebovala baskytaristu, naučil jej hrát na tento nástroj kytarista Robert Fripp. Byl v sestavě, která nahrála album Islands a koncertní album Earthbound. Později byly vydány další sběratelské živé nahrávky z této éry skupiny King Crimson.
Burrellovy vokály, společně s vokály mnoha dalších, je možno nalézt na albu Septober Energy od spřízněné skupiny Centipede.
V roce 1973 se jako baskytarista přidal k nově založené skupině Bad Company, kde hrál do roku 1982. Během svého působení v Bad Company napsal dvě písně, „Rhythm Machine“ a „Gone Gone Gone“, které vyšly na albu Desolation Angels. Skladba „Gone Gone Gone“ byla též vydána jako singl.
V průběhu 90. let hrál na turné Best of British Blues '96 Alvina Leeho. V letech 1998 a 1999 se zúčastnil krátkodobého reunionu původní sestavy Bad Company, kdy skupiny vydala kompilační album The Original Bad Company Anthology se čtyřmi novými písněmi.
V posledních letech své činnosti spolupracoval s Tamem Whitem a hrál s Zoot Money's Big Roll Band.
Zemřel ve Španělsku na infarkt ve věku 60 let.

## Diskografie
| jako Boz People: - Isn't That So (1966) (singl) sólově jako Boz: - I Shall Be Released/Down in the Flood (1968) (singl) - Light My Fire (1968) (singl) s Centipede: - Septober Energy (1971) s King Crimson: - Islands (1971) - Earthbound (1972) s Petem Sinfieldem: - Still (1973) se Snape: - Accidentally Born in New Orleans (1973) - Live on Tour in Germany (1973) s Bad Company - Bad Company (1974) - Straight Shooter (1975) - Run with the Pack (1976) - Burnin' Sky (1977) - Desolation Angels (1979) - Rough Diamonds (1982) | s Boxer: - Bloodletting (1979) s Jonem Lordem: - Before I Forget (1982) - skladba 'Hollywood Rock And Roll' s The Shortlist: - He Was... She Was... You Was... We Was... (1982) - Mango Crazy (1983) - Riff Burglar (The Legendary Funny Cider Sessions - Vol. 1) (1988) s Kenem Hensleym: - From Time To Time (1994) s Ruby Turner: - Call Me by My Name (1998) s Celtic Groove Connection: - Celtic Groove Connection (1999) |